# Бленгейм (Нью-Йорк)
Бленгейм (англ. Blenheim) — місто (англ. town) в США, в окрузі Скогарі штату Нью-Йорк. Населення — 308 осіб (2020).

## Демографія
Згідно з переписом 2010 року, у місті мешкало 377 осіб у 158 домогосподарствах у складі 100 родин. Було 361 помешкання
Расовий склад населення:
| - 97,3 % — білих - 0,8 % — чорних або афроамериканців |

До двох чи більше рас належало 1,9 %. Частка іспаномовних становила 1,6 % від усіх жителів.
За віковим діапазоном населення розподілялося таким чином: 21,8 % — особи молодші 18 років, 55,1 % — особи у віці 18—64 років, 23,1 % — особи у віці 65 років та старші. Медіана віку мешканця становила 46,6 року. На 100 осіб жіночої статі у місті припадало 96,4 чоловіків;  на 100 жінок у віці від 18 років та старших — 87,9 чоловіків також старших 18 років.
Середній дохід на одне домашнє господарство  становив 57 887 доларів США (медіана — 44 583), а середній дохід на одну сім'ю — 65 149 доларів (медіана — 52 917). Медіана доходів становила 70 833 долари для чоловіків та 41 458 доларів для жінок. За межею бідності перебувало 15,6 % осіб, у тому числі 14,5 % дітей у віці до 18 років та 6,1 % осіб у віці 65 років та старших.
Цивільне працевлаштоване населення становило 125 осіб. Основні галузі зайнятості: освіта, охорона здоров'я та соціальна допомога — 28,0 %, виробництво — 20,0 %, роздрібна торгівля — 12,8 %, науковці, спеціалісти, менеджери — 8,0 %.